# رسوایی جنسی دیپلمات جمهوری اسلامی در برزیل
حکمت‌الله قربانی دیپلمات ارشد ایرانی در سفارت جمهوری اسلامی ایران در برازیلیا بود. موضوع آزار جنسی او در آوریل ۲۰۱۲ برای ۴ دختر نوجوان در استخری خانوادگی جنجال بزرگی را در برزیل درست کرد. سفارت ایران در بزریل در واکنش، این اتهام جنسی را ناشی از «اختلاف فرهنگی» دانست. در نهایت وی به تهران فراخوانده شد و وزارت امورخارجه ایران اعلام کرده که هیئت بدوی رسیدگی به تخلفات اداری، رفتار دیپلمات پیشین ایران در برزیل را «مغایر با مقررات اداری و شئونات شغلی و اسلامی» دانسته و او را به «اخراج از وزارت امورخارجه محکوم کرده‌است».

## شرح ماجرا
در استخری در جنوب برازیلیا در حالی که ۱۰ دختر ۹ تا ۱۵ ساله در گوشه‌ای از استخر مشغول بازی بودند، یکی از دختران که ۱۴ سال سن دارد مشاهده می‌کند که مردی (دیپلمات ایرانی) در حین شنا بدن دختران دیگر لمس می‌کند و این موضوع را به مأمور استخر اطلاع می‌دهد و مأمور دستور بسته شدن استخر را می‌دهد. پس از آن اعتراض خانواده کودکان بالا می‌گیرد و پدر یکی از بچه‌ها به نام ژوزه روبرتو فرناندز رودریگرز به حکمت الله قربانی حمله می‌کند. پلیس برزیل ابتدا حکمت الله قربانی را بازداشت می‌کند اما از آنجایی که وی به دلیل دیپلمات بودن، مصونیت دیپلماتیک دارد وی را آزاد می‌کند تا در کشورش محاکمه شود. براساس قوانین رسمی برزیل اگر حکمت الله قربانی یک فرد معمولی بود و در برزیل به جرم آزار جنسی کودکان محاکمه می‌شد از ۸ تا ۱۵ سال زندان محکوم می‌گشت.

## بازتاب در رسانه‌های بین‌المللی
روزنامه «وال استریت ژورنال» در شماره روز ۳۰ فروردین‌ماه ۱۳۹۱، گزارش داد که این دیپلمات ایرانی ۲۶ فروردین‌ماه ۱۳۹۱، در حالی در یک استخر بازداشت شد که والدین تعدادی از دختران گرد وی جمع شده بودند؛ عده‌ای قصد داشتند به او حمله کنند و گروه دیگری در تلاش بودند تا از ضرب و شتم او جلوگیری کنند. به گفته پلیس برزیل، شاهدان عینی گفته‌اند این دیپلمات ایرانی در حالی که تظاهر به مشغول بودن به شنای زیرآبی می‌کرد در زیر آب، بدن چهار دختر بین ۹ تا ۱۵ سال را لمس می‌کرد و همین امر موجب شد که تعدادی از این دختران شروع به جیغ و فریاد کنند که این موضوع خشم والدین آن‌ها را برانگیخت.
روزنامه برزیلی «او گلوبو» از این فرد با نام «حکمت‌الله قربانی» نام برده که ۵۱ سال سن دارد و نوشته‌است که وی در سلسله مراتب سفارت جمهوری اسلامی در برزیل، نفر سوم است.
این روزنامه به نقل از والدین سه تن از این دختران نوشت این دیپلمات ایرانی هنگام شنا «عضو جنسی» این دختران را لمس می‌کرده‌است.
این روزنامه گزارش داده‌است: یکی از دختران که ۱۴ سال سن دارد، پس از تذکر دادن به این دیپلمات، نزد نجات غریق استخر رفته‌است و به دنبال بروز این حادثه، استخر یاد شده که در همان روز ۵۱ سالگی تأسیس آن جشن گرفته می‌شد، بسته شده‌است.
دینالدو ازیفیدو، روزنامه‌نگار معروف برزیلی، در مقاله‌ای در روزنامه «او استادو دی سان پائولو»، بیانیه سفارت ایران را عذر بدتر از گناه خواند و نوشت: «آیا مفاهیم فرهنگی و آداب و رسوم ایرانی‌ها به این وحشی ۵۱ ساله متأهل و دارای دو فرزند اجازه می‌دهد به دختران ۹ تا ۱۵ ساله تعدی جنسی کند؟»

## واکنش‌های داخلی (ایران)
سفارت ایران در برزیل با صدور بیانیه‌ای این موضوع را ناشی از «یک سوء تفاهم به دلیل تفاوت در مفاهیم فرهنگی» عنوان کرد.
رامین مهمان‌پرست سخنگوی وزارت امور خارجه جمهوری اسلامی ایران، ابتدا در ۳۱ فروردین ۱۳۹۱ گفت: «بررسی‌های به عمل آمده نشان می‌دهد که مطالب منتشر شده توسط این‌گونه رسانه‌ها، خلاف واقع و فاقد صحت است.»
او بار دیگر در ۵ اردیبهشت ۱۳۹۱، اعلام کرد که این فرد «به کشور بازگشت داده شده» و «با او برخورد خواهد شد». رامین مهمان‌پرست هم چنین گفت که حضور این دیپلمات ایرانی در یک استخر مختلط تخلف بوده‌است.
پگاه آهنگرانی در مقاله‌ای دربارهٔ این اتفاق نوشت: «خدا رحم کرد در سینما دیپلماسی استخری نداشتیم.»
روزنامه جمهوری اسلامی از مقام‌های وزارت امور خارجه خواست دربارهٔ علت حضور یک دیپلمات ایرانی در استخری مختلط در برزیل توضیح دهند.
خبرگزاری مهر در واکنش به پاسخ سفارت ایران نوشت: «کاش هیچ جوابیه‌ای صادر نمی‌شد.»